# Fruta d'Ouro
Fruta d'Ouro (Goldberry, no original em inglês) é uma personagem das obras do autor J. R. R. Tolkien. Ela apareceu pela primeira vez em um poema de 1934, As Aventuras de Tom Bombadil, como esposa de Tom Bombadil. Conhecida como a "Filha da Mulher do Rio", é descrita como uma mulher jovem e bela, com cabelos dourados. Fruta d'Ouro é mais conhecida por seu papel secundário na épica de alta fantasia O Senhor dos Anéis, publicada pela primeira vez em 1954 e 1955.
Assim como seu marido, o papel e as origens de Fruta d'Ouro são enigmáticos e têm sido debatidos por estudiosos. Sobre suas possíveis origens, compararam-na a uma personagem do conto de fadas The Golden Key (1867) [en], de George MacDonald, e à figura central do poema lírico medieval tardio The Maid of the Moor [en]. Sua caracterização é descrita como uma mistura de elementos domésticos e sobrenaturais, ligada de alguma forma ao rio Withywindle, na Floresta Velha da Terra Média. Alguns sugerem que ela pode ser um ser divino na mitologia de Tolkien; outros, que remete à bíblica Eva, um símbolo da criação não corrompida; ou ainda uma personificação da alegria, servindo, junto a Tom Bombadil, como modelo do sacramento católico do matrimônio.
Tanto Bombadil quanto Fruta d'Ouro foram omitidos da trilogia cinematográfica de Peter Jackson; no entanto, foram incluídos na peça televisiva russa de 1991, Khraniteli [en], e na segunda temporada de O Senhor dos Anéis: Os Anéis do Poder.

## Origens
J. R. R. Tolkien nunca detalhou especificamente as origens de Fruta d'Ouro. Tom Bombadil a identifica como encontrada por ele no rio Withywindle, na Floresta Velha, e seu título "Filha da Mulher do Rio" sugere fortemente que ela não é um ser humano mortal. Em uma carta de 1958, Tolkien escreveu que Fruta d'Ouro "representa as mudanças sazonais reais" em "terras fluviais no outono". Ele expressou essa ideia por meio de um poema recitado por Frodo Bolseiro em O Senhor dos Anéis: A Sociedade do Anel, nas linhas "Ó primavera e verão, e primavera outra vez!".
Para a estudiosa de literatura Isabelle Pantin, a sequência com Fruta d'Ouro em O Senhor dos Anéis lembra uma passagem de The Golden Key (1867), de George MacDonald: a heroína, Tangle, após quase ser sufocada por uma árvore, acreditando estar sendo perseguida pelos ursos de Cachinhos Dourados, é acolhida por uma senhora gentil vestida com trajes de sereia e segurando uma bacia cheia de peixes. Pantin observou que Fruta d'Ouro remete à personagem Cachinhos Dourados: ela tem um penteado semelhante e sua casa parece tão confortável quanto a dos ursos.
O estudioso John M. Bowers escreve que Fruta d'Ouro lembra The Maid of the Moor, um poema lírico medieval tardio conhecido por Tolkien, que contém os versos:
O que ela comia?
A primavera e a violeta.

O que ela bebia?
A água pura da fonte do poço.

## Aparições

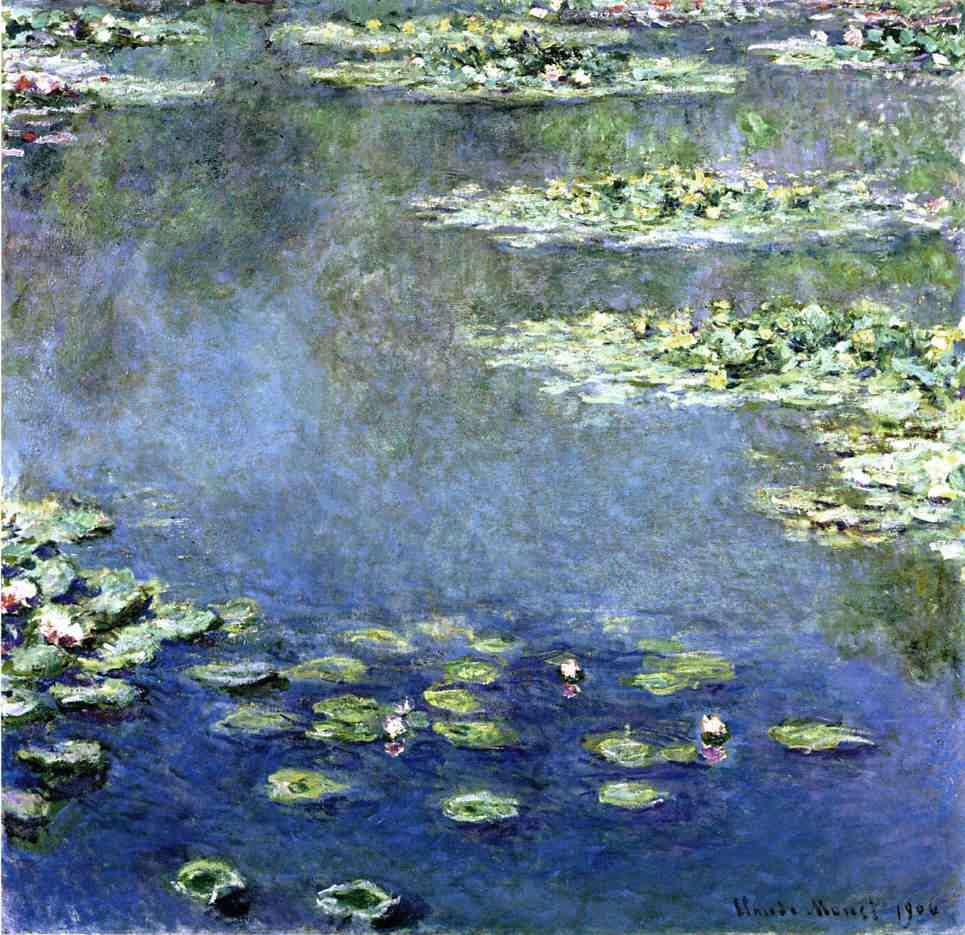
Fruta d'Ouro está associada a lírios d'água, e sua casa é cercada por um lago com lírios d'água. Pintura de Claude Monet, 1897

Fruta d'Ouro apareceu pela primeira vez no poema de Tolkien de 1934, As Aventuras de Tom Bombadil, revisado para a coleção de poesia de 1962 com o mesmo nome. O poema narra como ela puxa Tom para o rio antes que ele escape, retornando depois para capturá-la e torná-la sua esposa.
Em O Senhor dos Anéis: A Sociedade do Anel, o primeiro volume de O Senhor dos Anéis, Frodo e seus companheiros Sam, Merry [en] e Pippin [en] encontram Fruta d'Ouro e Tom na Floresta Velha perto de Buqueburgo. Após os hobbits serem resgatados do  Velho Salgueiro-homem, o casal os acolhe em sua casa, cercada por um lago de lírios d'água. A estadia dos hobbits é breve, mas peculiar, pois Bombadil e Fruta d'Ouro são claramente mais do que parecem. Como em sua primeira aparição, Fruta d'Ouro mantém uma ligação com a natureza, especialmente com águas correntes. Ela é descrita com um adorno de sereia nos cabelos, seu vestido "farfalhava suavemente como o vento nas margens floridas de um rio" enquanto corria, e as canções que canta aos hobbits lembram-lhes de "lagos e águas maiores do que jamais conheceram".
A última referência a Fruta d'Ouro nas obras de Tolkien antes de sua morte está no poema Era Uma Vez, publicado em 1965. Descrita como usando uma "coroa de rosa selvagem", ela sopra um dente-de-leão de dentro de um Agrião-dos-prados.

## Análise

### Tipo de ser
Seus longos cabelos amarelos ondulavam sobre os ombros; seu vestido era verde, verde como juncos jovens, entremeado de prata como gotas de orvalho; e seu cinto era de ouro, moldado como uma corrente de lírios d'água cravejada com os olhos azul-pálidos de miosótis. A seus pés, em amplos vasos de cerâmica verde e marrom, flutuavam lírios d'água brancos, de modo que ela parecia estar entronizada no meio de um lago.

 —  O Senhor dos Anéis: A Sociedade do Anel, livro 1, cap. 7, "Na Casa de Tom Bombadil"

Fruta d'Ouro não se encaixa facilmente nas definições de seres sencientes no mundo de Tolkien e, como Tom Bombadil, permanece um enigma. Quanto à sua verdadeira natureza no contexto da Terra Média, o estudioso Tom Shippey [en] sugeriu que Fruta d'Ouro é semelhante aos muitos espíritos aquáticos [en] nomeados do folclore inglês [en] tradicional, como Jenny Greenteeth [en] ou Peg Powler [en] do rio Tees [en], embora seja notavelmente mais gentil que eles. A estudiosa Ann McCauley acreditava que ela provavelmente é um espírito aquático, enquanto John D. Rateliff sugeriu que, no contexto da mitologia inicial de Tolkien, ela deveria ser vista como uma das amplas categorias de fadas, espíritos e elementais. A associação de Fruta d'Ouro com a água, escreve Leo Carruthers [fr], conecta tematicamente Bombadil com Wainamoinen e sua noiva Aino [en] do Kalevala, o poema épico nacional finlandês.
A estudiosa Ruth Noel chama Bombadil e Fruta d'Ouro de "personificações evidentes de terras intocadas por humanos".
Outra explicação proposta é que ela seja uma das Ainur, especificamente a Vala Yavanna. Há semelhanças físicas entre Fruta d'Ouro e Yavanna: ambas têm cabelos loiros e vestem verde, sendo associadas ao reino vegetal, o que faria de Tom Bombadil um avatar de Aulë, marido de Yavanna. Taryne Jade Taylor associa Fruta d'Ouro ao mito grego da deusa Perséfone, pela forma como é capturada por Bombadil e sua associação com o ritmo das estações, além de Étaín [en], uma divindade da mitologia irlandesa associada à luz. Para Christina Ljungberg, Fruta d'Ouro é uma das três divindades da Natureza personificada que estão do lado do bem: ela representa a deusa imanente, enquanto Elbereth ou Varda representa a deusa transcendente, e a rainha élfica Galadriel combina esses dois aspectos.

### Papel de gênero
Goldberry, com sua maneira suave e gentil de se relacionar com seu peculiar marido Tom Bombadil e por meio de sua elegância, realizações e conexão com o mundo natural, traz a paz tão necessária ao O Senhor dos Anéis de Tolkien. Ela não busca nada, não deseja nada, mas aprecia e nutre tudo e todos ao seu redor.

 — Katherine Hasser, Enciclopédia de J.R.R. Tolkien: Estudos e Avaliação Crítica

Na Enciclopédia de J. R. R. Tolkien [en], Katherine Hasser observou que Fruta d'Ouro aparece para os hobbits em diversos papéis, como "deusa, cuidadora e administradora das responsabilidades domésticas". Sobre sua aparição inicial, Hasser disse que a descrição de Tolkien evoca uma "imagem semelhante às pinturas de Botticelli, de uma mulher incorporada e cercada pelas características naturais de seu ambiente", e suas vestimentas refletem sua conexão pacífica e simbiótica com o mundo natural.
Fruta d'Ouro é frequentemente discutida em comentários críticos sobre os papéis das mulheres em O Senhor dos Anéis [en]. Ela é apresentada como uma figura doméstica hospitaleira, uma boa anfitriã que alimenta viajantes que passam por sua casa. Enquanto a estudiosa de literatura infantil Melissa McCrory Hatcher a chamou de "lavadeira mística", Hasser enfatizou que o ponto mais significativo sobre Fruta d'Ouro como figura feminina é que ela mantém uma relação doméstica cooperativa e recíproca com Bombadil, com uma dinâmica de igualdade não vista em outros pares românticos nas obras de Tolkien, já que os outros povos da Terra Média frequentemente apresentam uma separação mais clara dos papéis de gênero em suas sociedades. Hasser notou que Fruta d'Ouro é a única personagem feminina em O Senhor dos Anéis que não possui uma agenda pessoal, oferecendo uma figura feminina que é "pura, contente, significativa para o mundo ao seu redor e sábia" na narrativa.

### Papel teológico
Para vários críticos, a aparição de Fruta d'Ouro em O Senhor dos Anéis antecipa a de Galadriel: ambas são belas, de estatura régia, vivem em um domínio isolado e estão associadas à água. Ann McCauley Basso comparou Fruta d'Ouro, como uma figura bíblica de Eva, à Maria representada por Galadriel. Em uma entrada sobre redenção na escrita mitopoética pelo escritor católico Joseph Pearce para a Enciclopédia de J.R.R. Tolkien, a aparente inocência e natureza primitiva de Fruta d'Ouro e Tom Bombadil são análogas a Adão e Eva, representando a "Criação Não Caída".

### Sacramento do matrimônio
O estudioso Brandon Best vê a relação de Fruta d'Ouro com Tom Bombadil como um modelo do sacramento do matrimônio, algo para ser testemunhado em vez de explicado. Além disso, eles cantam sobre toda a criação, celebrando a ordem natural, e incluem-se como parte dessa ordem, com a canção de Fruta d'Ouro:
Vento na colina aberta, sinos na urze,
Juncos junto ao lago sombrio, lírios na água:
Velho Tom Bombadil e a Filha do Rio!
Robert Chapman-Morales observa que estudiosos como L. Eugene Startzman e Jennifer Raimundo veem Fruta d'Ouro e Bombadil como personificações de uma alegria inesperada, um aspecto da eucatástrofe de Tolkien. Ele cita uma das cartas de Tolkien: "o governo de uma 'família'... não era uma monarquia... Era uma 'diarquia', na qual mestre e senhora tinham status igual, mas funções diferentes." Ele também observa que Basso descreve a alegria matrimonial do casal, e comenta sobre seu "respeito mútuo quando vemos quão diferentes eles são, mas quão perfeitamente trabalham juntos".

## Adaptações

### Rádio
Em uma adaptação radiofônica de doze partes de O Senhor dos Anéis, transmitida de 1955 a 1956, o produtor Terence Tiller [en] escreveu Fruta d'Ouro como filha de Tom Bombadil. Essa alteração irritou Tolkien, embora ele tenha admitido que os eventos descritos no poema de 1934 não são claramente resumidos na versão publicada de O Senhor dos Anéis.
Os capítulos envolvendo a Floresta Velha e seus personagens foram omitidos da adaptação radiofônica de Brian Sibley [en] e Michael Bakewell [en] de O Senhor dos Anéis (série de rádio de 1981) [en]. Em 1992, Sibley produziu uma série de rádio, Contos do Reino Perigoso, que incluiu textos curtos de Tolkien; o episódio "As Aventuras de Tom Bombadil" cobriu os capítulos de O Senhor dos Anéis cortados da adaptação de 1981, incluindo os da Floresta Velha. Fruta d'Ouro é dublada por Sorcha Cusack [en] nessa adaptação.

### Cinema
Em 1957, Tolkien foi consultado sobre um desenho animado de O Senhor dos Anéis, o primeiro tratamento cinematográfico proposto. Sobre Fruta d'Ouro, ele disse que preferiria que ela fosse omitida da adaptação a fazer uma participação especial sem contexto ou significado. O diretor Peter Jackson excluiu Fruta d'Ouro e Bombadil de seus filmes; ele afirmou que isso ocorreu porque eles contribuíam pouco para avançar a história e tornariam os filmes desnecessariamente longos.
Apenas uma adaptação inclui Fruta d'Ouro, a russa Khraniteli [en] de 1991, onde ela é interpretada por Regina Lialeikite [ru] (como "Zolotinka"). A versão utiliza uma técnica de tela verde para apresentá-la como muito maior que os hobbits jantando à sua mesa.
Fruta d'Ouro é interpretada por Raya Yarbrough na segunda temporada de O Senhor dos Anéis: Os Anéis do Poder.

### Jogos e outras mídias
Junto com Bombadil, Fruta d'Ouro aparece como um personagem não jogável no videogame de 2002 O Senhor dos Anéis: A Sociedade do Anel, onde é dublada por Kath Soucie.
Fruta d'Ouro aparece no MMORPG The Lord of the Rings Online. Ela é encontrada em "Clareira de Fruta d'Ouro" na Floresta Velha, onde uma missão para coletar lírios em seu nome ao pé do Velho Homem-Salgueiro é dada ao jogador por Bombadil. Sua raça é referida como "Donzela do Rio", já que o jogo também apresenta a irmã de Fruta d'Ouro, Naruhel, uma personagem original de natureza mais sombria e cruel.
O romance de paródia de 1969 da Harvard Lampoon [en], Bored of the Rings [en], apresenta uma personagem paródica chamada "Hashberry", parceira do igualmente drogado Tim Benzedrina. Seu nome era uma referência a Haight-Ashbury, um distrito de São Francisco apelidado de Hashbury e amplamente visto como a origem da contracultura hippie.
O conjunto de 2023 do Magic: The Gathering, O Senhor dos Anéis: Contos da Terra-média, inclui a carta "Goldberry, Filha do Rio", representando-a como uma Ninfa com alinhamento de cor azul.

### J. R. R. Tolkien
1. ↑  (Carpenter 2023, carta 210 para Forrest J. Ackerman, junho de 1958)
2. ↑  (Tolkien 1954a, livro 1, cap. 7 "Na Casa de Tom Bombadil")
3. 1 2  (Tolkien 1954a, livro 1, cap. 6 "A Floresta Velha")
4. ↑  (Tolkien 1954a, livro 1, cap. 7 "Na Casa de Tom Bombadil")
5. ↑  (Carpenter 2023, carta 214 para A. C. Nunn, rascunho de 1958-1959)
6. 1 2  (Carpenter 2023, carta 175 para Mrs. Molly Waldron, novembro de 1955)